# Personalmagazin
Personalmagazin: Impulse zur Gestaltung der Arbeitswelt ist ein Fachmagazin für das Personalwesen und erscheint seit 1999 monatlich bei Haufe-Lexware in Freiburg im Breisgau.

## Geschichte
Das Personalmagazin gilt als auflagenstärkstes und meistverkauftes Fachmagazin im deutschsprachigen Raum. Das Magazin richtet sich an Personal- und Führungsverantwortliche in Unternehmen und Organisationen. Es wurde 2020 von der Deutsche Fachpresse als „Fachmedium des Jahres“ in der Kategorie „Beste Fachzeitschrift über 2,5 Mio. Umsatz“ ausgezeichnet. Das Printmagazin erscheint seit 2014 auch als Digitalausgabe, die App wurde 2015 als „Fachmagazin des Jahres“ in der Kategorie „Bestes E-Paper“ ausgezeichnet. Alle zwei Jahre kürt die Redaktion die „40 führenden HR-Köpfe im Personalmanagement“. Herausgeber ist Reiner Straub.

### Personal quarterly
Personal quarterly ist ein wissenschaftliches Fachjournal, das neue Forschungsergebnisse aus dem Bereich Personalmanagement veröffentlicht. Im Jahr 2011 wurde das Vorgängerjournal Personal von den Handelsblatt Fachmedien an die Haufe-Gruppe verkauft und umbenannt. Es erscheint vierteljährlich.

### Auszeichnungen
40 führende HR-Köpfe
Die Auszeichnung „40 führende HR-Köpfe“ wird seit 2003 von der Redaktion des Personalmagazins alle zwei Jahre verliehen. Ausgezeichnet werden Personen, die durch vorbildliche Personalarbeit oder Forschung, Engagement und Einfluss auf die Meinungsbildung das Personalwesen maßgeblich prägen. Ausgezeichnet werden diese in den Kategorien Management, Wissenschaft und Beratung.
CHRO of the Year
„CHRO of the Year“ ist ein jährlicher Publikumspreis, der von den Leserinnen und Lesern des Personalmagazins seit 2019 verliehen wird. Die bisherigen Gewinner waren Julia Bangerth (2019), Martin Seiler (2020), Jörg Staff (2021), Frauke von Polier (2022) und Claudia Viehweger (2023).

## Belege
1. ↑  shop.haufe.de: shop.haufe.de. Abgerufen am 6. Juni 2023.
2. ↑  Personalmagazin | 2022 | Haufe. Abgerufen am 16. Mai 2023.
3. ↑  Gewinner & Shortlister 2020: Deutsche Fachpresse. In: deutsche-fachpresse.de. Abgerufen am 16. Mai 2023 (deutsch).
4. ↑  Fachmedien des Jahres 2015 ausgezeichnet. Abgerufen am 16. Mai 2023 (deutsch).
5. ↑  Die 40 führenden Köpfe. Abgerufen am 16. Mai 2023.
6. ↑  Reiner Straub | Autor | Haufe. Abgerufen am 16. Mai 2023.
7. ↑  Abo Fachzeitschrift: PERSONALquarterly | Universitäten - Fachhochschulen - Hochschulen. In: fachzeitungen.de. 27. November 2012, abgerufen am 16. Mai 2023.
8. ↑  Die 40 führenden Köpfe. Abgerufen am 16. Mai 2023.
9. 1 2  Die "CHRO of the Year 2022" heißt Frauke von Polier. Abgerufen am 16. Mai 2023.
10. ↑  Claudia Viehweger ist CHRO of the Year 2023. Abgerufen am 3. September 2024.